# Lotte Bundsgaard
Lotte Bundsgaard, née le 20 janvier 1973, est une journaliste et femme politique danoise membre des Sociaux-démocrates, ancienne ministre et ancienne députée au Parlement (le Folketing) entre 1998 et 2007. 